# Jan Sparrings bästa
Jan Sparrings bästa utkom första gången 1979. och är ett studioalbum av den kristna sångaren Jan Sparring. Skivan innehåller sånger inspelade mellan 1967 och 1973. Albumet återutgavs på CD 1990 och 2001.

## Låtlista

### Sida 1
1. Släpp nu lite solsken in
2. Varenda liten människa
3. För sent
4. Var stund jag dig behöver
5. Följ med
6. O sällhet stor

### Sida 2
1. Gud i naturen
2. Nu är jag nöjd och glader
3. Det måste finnas solsken
4. Så nära Guds rike
5. Ovan där

### Fotnoter
1. ↑  ”Jan Sparrings bästa”. Svensk mediedatabas. 25 februari 1979. https://smdb.kb.se/catalog/id/001497600. Läst 16 juli 2019.
2. ↑  ”Jan Sparrings bästa”. Svensk mediedatabas. 25 februari 1990. https://smdb.kb.se/catalog/id/001476423. Läst 16 juli 2019.
3. ↑  ”Jan Sparrings bästa”. Svensk mediedatabas. 25 februari 2001. https://smdb.kb.se/catalog/id/001546186. Läst 16 juli 2019.